# 이혁진 (1967년)
이혁진(李赫鎭, 1967년 8월 18일~2025년 1월 8일)은 대한민국의 금융인이자 정치인이다.

## 생애

### 유년기~청년기
충청남도 부여군에서 태어났다. 신광초등학교, 한강중학교, 상문고등학교를 졸업하고 한양대학교에서 경제학 학사학위를 받았다.

### 옵티머스 사태이전
이혁진 전 대표는 임종석 전 청와대 비서실장, 송영길 더불어민주당 의원, 우상호 더불어민주당 의원 등과 같은 시기에 남북경제문화협력재단(경문협) 활동을 같이 했다. 경문협은 2004년 남북 교류를 위해 설립된 비영리 민간단체로 임종석 전 실장은 2대 이사장(2005~2007년)을 맡은 뒤 최근까지도 주도적으로 활동해왔다.
2006년 6월 2~5일 이혁진은 임종석 특보와 함께 평양을 방문했다. 남북경제문화협력재단(경문협)에서 주관한 김일성종합대학 과학도서관 참관단 자격이었다. 당시 임종석 특보는 경문협 이사장, 이혁진은 이사였다. 임종석 특보는 2005년 7월 경문협 이사장으로 부임했고 이혁진 전 대표는 2006년 3월 총회에서 이사로 선출됐다. 통일뉴스의 2006년 3월 9일 <“北 인기가요, 남측 유명 가수가 부른다”> 기사를 보면 경문협은 이날 이혁진 전 대표 등 9명을 신임 이사로 선출했다. 이혁진 전 대표는 당시 CJ자산운용 상무였다.
2009년 4월, 이혁진은 에스크베리타스자산운용을 설립했다. 신영증권, 씨티글로벌마켓증권, 마이에셋자산운용, CJ자산운용 등에서 근무했다. CJ 자산운용에서는 특별자산운용본부장으로 골프장, 보석, 영화 등 특별자산에 투자하는 독특한 펀드를 운용해 주목을 받기도 했다.
2012년 4월 11일 실시된 제19대 국회의원 선거에서 이혁진은 민주통합당(현 더불어민주당)의 서울 서초갑 후보로 출마했다 낙선했다.
낙선 후 2012년 제18대 대통령 선거 당시 이혁진 전 대표는 문재인 대선캠프에서 금융정책특보를 맡았다. 이혁진 전 대표는 블로그를 통해 "대선후보의 경선 일정대로 전국 곳곳을 다니며 문재인 후보님께 힘이 되고자 열심히 뛰고 있다" "정권교체만이 정답이고 그래야만 대한민국 역사가 새롭게 쓰이게 될 것" 등의 글을 남기기도 했다.
이혁진 전 대표가 정치 활동 당시 문재인 대통령, 안희정 전 충남지사, 故노무현 대통령의 부인 권양숙 여사, 박원순 서울시장, 조국 전 법무부 장관, 친여 방송인 김어준과 촬영한 사진이 블로그에서 발견되기도 했다.
2013년, 이혁진 대표의 횡령·배임 의혹이 불거졌다. 즉 2013년 2월부터 2017년 3월까지 총 423회에 걸쳐 회사 계좌에서 개인 계좌로 자금을 이체해 개인용도로 사용하는 등 70억여 원을 횡령한 혐의 등을 받았다. 당시 에스크베리타스자산운용은 이혁진 대표를 20억원 규모 횡령과 배임 혐의로 고발하고 이사회를 열어 해임을 시도했다. 당시 이 대표는 각자대표였던 김진수 전 대표가 경영권을 뺏기 위해 벌인 일이라고 주장했다. 그러나 상당한 지분을 가졌던 신영증권이 이혁진 전 대표의 손을 들어주면서 대표직을 지켰다.
2016년 이혁진은 강간치상 혐의로 기소돼 징역 2년 6개월에 집행유예 4년을 받았다.

### 옵티머스 사태(2018~)
2018년 3월 22일 이혁진은 횡령·조세 포탈·상해·성범죄 등 5개 사건에 연루돼 검찰 조사를 받던 중 베트남으로 출국해 문재인 대통령의 베트남·아랍에미리트(UAE) 순방 일정을 따라다닌 뒤 잠적했다.
이혁진 전 대표는 LA중앙일보에 “2018년 3월 (베트남에서) 유영민 당시 과학기술정보통신부 장관을 만나 (전파진흥원 관련) 민원을 제기했다”고 말했다. 유영민 전 장관은 당시 문재인 대통령의 베트남·아랍에미리트 순방에 함께했다. 그랬던 유영민을 이혁진이 2018년 3월 22일 베트남에서 만나 억울함을 호소했고, 과기부가 산하 전파진흥원에 민원을 넣었다는 것이다. 실제로 유영민과 이혁진의 만남이 있은 지 한 달만인 2018년 4월 과기부는 전파진흥원을 감사했다. 이혁진은 “(유영민을 만나) 2017년 10월부터 (김재현 대표 펀드에) 문제가 있고, 사기라는 사실을 제기했다”고 말했다.
즉 옵티머스자산운용 설립자 이혁진이 김재현 옵티머스 대표와 경영권 다툼을 하면서 정관계 인맥을 동원한 로비전을 벌이다 이혁진이 민원을 넣었고, 이 한국방송통신전파진흥원의 검찰에 대한 옵티머스자산운용(옵티머스)의 수사 의뢰로 인해 옵티머스 사태가 수면위로 불거진 것 아니냐는 분석이 나온다.
2019년 1월 15일 금융감독원은 70억원대 횡령 혐의로 이혁진 전 대표를 검찰에 수사 의뢰했다.
2020년 6월 22일 "제2 라임사태로 번지나...옵티머스발 환매중단 도미노 우려"라는 제목의 기사가 나왔다.
또 이혁진과 함께 생활하고 있는 임모(46)씨는 대통령 직속 기구인 민주평화통일자문회의(민주평통)의 샌프란시스코협의회 간부로 활동하고 있음도 알려졌다.
2020년 7월 21일 해외에 체류 중인 이혁진 전 옵티머스자산운용 대표가 2019년 2월까지 횡령, 상해, 조세범처벌법 등 5개 혐의로 검찰 수사를 받다가 기소중지된 것으로 확인됐다.
2020년 10월 19일 CBS 라디오 ‘김현정의 뉴스쇼’와 인터뷰에서 이혁진은 검찰 수사를 피하려고 해외로 도피했다는 의혹에 대해 “검찰로부터 단 한 차례도 소환 통보를 받은 적 없다”고 말했다. 그는 “날짜를 알고 출국한 게 아니라 하소연하고자 바로 출국했을 뿐”이라며 “가정이 있는 미국의 집으로 간 거지 도주한 게 아니다. 옵티머스 주범들이 잡히면 나에 대한 의혹이 풀릴 것이다. 그때 법정에 나가 증언하겠다”고 주장했다.
2020년 10월 19일 KBS 제1라디오 ‘주진우 라이브’와 인터뷰에서 이혁진은 임종석 대통령 외교안보특보와 친분을 언급했다. 이혁진 전 대표는 임종석 특보와 관계를 묻는 질문에 “같은 대학교 동문이다. 좀 안다”고 답했다. 그는 “친구는 아니고 (임종석 특보가) 나보다 나이도 한 살 많고 한국사회에서는 이제 보통 ‘형·동생’이라고 하는 정도로 표현한다”고 말했다. 그는 하지만 “나와 임종석 특보는 옵티머스와 전혀 연관이 없다”고 강조했다.
2025년 1월 8일 미국 로스앤젤러스에서 뇌졸중으로 사망하였다. 

## 학력
- 신광초등학교 졸업
- 한강중학교 졸업
- 상문고등학교 졸업
- 한양대학교 경제학 학사

## 같이 보기
- 옵티머스 사태